# Вешняковская улица
Вешняко́вская у́лица — улица в районе Вешняки Восточного административного округа города Москвы. Названа 26 мая 1970 года по бывшему посёлку Вешняки, вошедшему в состав Москвы.

## Расположение
Вешняковская улица представляет собой продолжение Свободного проспекта. Начинается от Новогиреевского путепровода через железнодорожные пути Горьковского направления МЖД (близ платформы Новогиреево). Далее улица идёт на юг, но на перекрёстке с улицей Юности поворачивает на юго-восток. После перекрёстка с улицей Старый Гай снова поворачивает на юг. Вешняковская улица заканчивается на пересечении с улицей Красный Казанец около станции метро «Выхино». Почти по всей длине улица проложена вдоль реки Голедянки, убранной в коллектор, повторяя изгибы её русла.

## Достопримечательности
У чётной стороны Вешняковской улицы (от Новогиреевской эстакады до пересечения с улицей Юности) расположен Кусковский лесопарк. В центре лесопарка расположена усадьба Кусково — памятник архитектуры XVIII века.
У пересечения с аллеей Жемчуговой расположен парк «Радуга» с Большим Графским прудом.

## Здания и сооружения
- Дом 16А — кинотеатр «Энтузиаст»
- Дом 23 — Городская клиническая больница № 15 им. О. М. Филатова
- у дома № 9, корп. 2 — скульптурная группа «Победители» (1975, скульптор С. С. Кирюхин, архитекторы В. В. Лебедев, И. Н. Воскресенский), посвящённая строителям-монтажникам[4]

## Общественный транспорт
- Станция метро  Выхино и МЦД  Выхино — в конце улицы.
- Станция МЦД  Новогиреево — в 500 метрах от начала улицы.
- Автобусы: т30, т64, 79, 232, 247, 285, 314, 409, 502, 602, 722, 747, 772, 884.
- Электробусы: н4, т75, 706, 787, 974, с613